# Matthew Antoine
Matthew Antoine (Prairie du Chien, 2 april 1985) is een Amerikaans voormalig skeletonracer. Hij vertegenwoordigde zijn vaderland op de Olympische Winterspelen van 2014 in Sotsji.

## Carrière
Antoine maakte zijn wereldbekerdebuut in Schönau am Königssee op 9 januari 2009 waar hij meteen op de achtste plaats eindigde. In 2012 won hij met het Amerikaanse team op de wereldkampioenschappen de gouden medaille in de landenwedstrijd. 
Op 13 december 2013 boekte hij in Lake Placid zijn eerste wereldbekerzege. In het eindklassement van de Wereldbeker skeleton 2013/2014 eindigde hij op derde plaats. 
In 2014 maakte hij zijn Olympisch debuut. Hij behaalde de bronzen medaille, achter Aleksandr Tretjakov en Martins Dukurs.
In oktober 2018 kondigde Antoine aan te stoppen met skeleton.

## Resultaten

### Olympische Spelen
| Jaar | Plaats      | Resultaat |
| ---- | ----------- | --------- |
| 2014 | Sotsji      | Brons     |
| 2018 | Pyeongchang | 11e       |

### Wereldkampioenschappen
| Jaar | Plaats       | Onderdeel                          |
| ---- | ------------ | ---------------------------------- |
| 2009 | Lake Placid  | 9e Individueel 6e Landenwedstrijd  |
| 2011 | Königssee    | 7e Individueel 9e Landenwedstrijd  |
| 2012 | Lake Placid  | 5e Individueel · Landenwedstrijd   |
| 2013 | Sankt Moritz | 12e Individueel 8e Landenwedstrijd |
| 2015 | Sankt Moritz | 12e Individueel 5e Landenwedstrijd |
| 2016 | Igls         | 9e Individueel 7e Landenwedstrijd  |
| 2017 | Lake Placid  | 7e Individueel 6e Landenwedstrijd  |

### Wereldbeker
| Seizoen   | Rang  |
| --------- | ----- |
| 2008/2009 | 14e   |
| 2009/2010 | 36e   |
| 2010/2011 | 7e    |
| 2011/2012 | 9e    |
| 2012/2013 | 12e   |
| 2013/2014 | Brons |
| 2014/2015 | 4e    |
| 2015/2016 | 6e    |
| 2016/2017 | 4e    |
| 2017/2018 | 8e    |

| Datum            | Plaats      |
| ---------------- | ----------- |
| 13 december 2013 | Lake Placid |